# Ratpenat cuallarg de Mongalla
El ratpenat cuallarg de Mongalla (Mops demonstrator) és una espècie de ratpenat de la família dels molòssids que es troba a Burkina Faso, el Camerun, República Democràtica del Congo, Costa d'Ivori, Ghana, Kenya, Mali, el Sudan i Uganda.